# Vạn Xuân, Thanh Hóa
Vạn Xuân là xã phía Tây Nam của huyện Thường Xuân, tỉnh Thanh Hóa. Xã Vạn Xuân là một trong những địa phương đi đầu về truyền thống hiếu học của huyện và là quê hương của nhiều danh nhân trong suốt tiến trình lịch sử dân tộc.
Tên gọi xã Vạn Xuân được chính thức sử dụng từ sau năm 1975.Trước đây xã Vạn Xuân có nhiều tên gọi khác nhau.Thời nhà Nguyễn gọi là Trịnh Vạn (tiếng Thái là Mường Chiềng Ván)-là nơi có loại quế Ngọc nổi tiếng đã dâng lên vua Minh Mạng.Thời kì thuộc Pháp người Pháp sáp nhập tất cả các đơn vị hành chính phía Tây Nam Thường Xuân thành xã Thanh Cao dưới sự cai quản của quan Tri Châu Cầm Bá Bảo.Thời kì chống Mĩ,xã Vạn Xuân có lúc được gọi là Thanh Cao,sau đó lại gọi là Trịnh Vạn rồi Vạn Xuân cho đến nay.
Diện tích tự nhiên của xã Vạn Xuân khoảng 90 Km2.Đất rừng chiếm hơn 2/3 diện tích,chủ yếu là rừng sản xuất có giá trị kinh tế thấp.Kinh tế chủ yếu là sản xuất nông nghhiệp trồng lúa với khoảng 5000 ha.